# Henri von der Weid
Henri Raoul Marie von der Weid (Friburgo, 12 de diciembre de 1893-24 de abril de 1967) fue un jinete suizo que compitió en la modalidad de salto ecuestre. Participó en los Juegos Olímpicos de París 1924, obteniendo una medalla de plata en la prueba por equipos.

## Palmarés internacional
| Juegos Olímpicos | Juegos Olímpicos | Juegos Olímpicos | Juegos Olímpicos |
| Año              | Lugar            | Medalla          | Categoría        |
| ---------------- | ---------------- | ---------------- | ---------------- |
| 1924             | París (Francia)  | Medalla de plata | Por equipos      |